# 沃利亞-若夫塔內茨卡
50°4′38″N 24°10′45″E / 50.07722°N 24.17917°E
沃利亞-若夫塔内齊卡（羅馬化：Volia-Zhovtanetska）是烏克蘭西部的村莊，隸屬利維夫州的利維夫區。該村始建於1720年，面積0.82平方公里，海拔高度219米，2001年人口165。